# Trupanea dacetoptera
Trupanea dacetoptera är en tvåvingeart som först beskrevs av Phillips 1923.  Trupanea dacetoptera ingår i släktet Trupanea och familjen borrflugor. Inga underarter finns listade i Catalogue of Life.